# Alcaide de los Donceles
Alcaide de los donceles fue un cargo honorífico y militar de carácter hereditario existente en la Corona de Castilla desde mediados del siglo XIV hasta finales del XVII. Era el jefe de los donceles, que formaban el Contino de Donceles de la Real Casa, un cuerpo de caballería ligera formado por jóvenes de origen ilustre criados como pajes en la casa del rey. La ausencia de datos concretos que sobre este oficio hay en la historiografía española hace que la fecha de su institución sea incierta y que la identidad de los primeros titulares del mismo sea objeto de controversia.

## De los donceles
Ya desde los tiempos de los godos se daba el nombre de donceles o domicellus a los hijos de los nobles que, educados en la disciplina militar y el servicio al rey, no habían recibido todavía las órdenes de caballero.
Ambrosio de Morales, Rodrigo Méndez Silva o José Martínez de la Puente apuntaron que los donceles eran pajes, pero como asentó Pedro Salazar de Mendoza, su condición de gente de guerra daba a entender que habían pasado la edad de serlo, aunque lo hubieran sido anteriormente.
A diferencia de otros militares que ejercían como tales sólo durante las guerras, los donceles eran continos, esto es, estaban permanentemente al servicio del rey.
Según la crónica de Alfonso XI y la de Miguel Lucas de Iranzo, durante el asedio de Algeciras «eran çiento de cavallo é andavan todos á la gineta».
No todos ellos debían tener la misma consideración, a juzgar por el hecho de que los sueldos que recibían por sus servicios no eran todos iguales, pues en tiempos del rey Juan II unos cobraban diariamente 50 maravedíes y otros menos de 20.

## De su alcaide
Alcaide se llamaba antiguamente al que gobierna algún lugar, fortaleza o castillo, equivalente a capitán, de donde se deduce que el alcaide de los donceles o praeses domicellorum era el mando de la tropa formada por estos.
En las leyes de Partida redactadas por encargo del rey Alfonso X de Castilla a finales del siglo XII, donde se definen las competencias de otros oficios de la casa real como canciller, adelantado o merino, no se nombra al alcaide de los donceles.
La primera mención de este oficio en la historiografía española data de la crónica de Alfonso XI de Castilla, donde se señala a Alfonso Fernández como titular del mismo, por lo que comúnmente se presume que éste fue el primero, y que el cargo fue instituido por este rey hacia el año 1340 con motivo de la batalla del Salado o del asedio de Algeciras durante la guerra de Reconquista, de la misma manera que Fernando III instituyó el de Almirante para la conquista de Sevilla o Juan I el de Condestable para la conquista de Portugal.

«Et este Alcayde, et estos Donceles eran omes que se avian criado desde muy pequeños en la cámara del Rey, et en la su merce, et eran omes bien acostumbrados, et de buenas condiciones, et avian buenos corazones, et servian al Rey de buen talante en lo que les él mandaba».

La primera y única definición conocida de las funciones del alcaide se encuentra en una misiva remitida por Juana I de Castilla a Diego Fernández de Córdoba a principios del siglo XVI, en la que aquella declara que entre sus competencias estaba la de encabezar la vanguardia del ejército en presencia del rey cuando éste saliera en campaña, señalar el lugar donde debería asentarse el real, organizar las guardias del mismo, tomar el mando durante el tiempo que durase el campamento y autorizar a las huestes las incursiones contra el enemigo.
A principios del siglo XVI, con la profesionalización del ejército y su organización en tercios, el cargo de alcaide perdió su condición militar para pasar a ser sólo un título honorífico inherente al marquesado de Comares, que a finales del siglo XVII quedó integrado en la casa de Medinaceli.

## Titulares del cargo
La similitud en los nombres de distintas personas, la duplicidad de nombres en una misma y la genealogía mal documentada de una época en la que los apellidos se formaban con patronímicos o toponímicos, hacen que la lista cronológica de las personalidades que llevaron este título sea confusa durante sus primeros años de existencia, dándose el caso de que distintos autores presentan distintos elencos de alcaides.
La crónica de Alfonso XI nombra al primer alcaide conocido como Alfonso Fernández, a quien
Pedro Salazar de Mendoza,
Juan Félix Francisco de Rivarola y Pineda,
Francisco Xavier de Garma y Salcedo,
José Manuel Trelles Villademoros, Bernat Josep Llobet y otros identifican como Alfonso Fernández de Córdoba, hijo del señor de Cañete Alfonso Fernández de Témez;
sin embargo, Fernando José López de Cárdenas,
Francisco Piferrer
y Luis Vilar y Pascual
señalan como tal a Fernando Alfonso de Argote, señor de Cabriñana.
Francisco Ruano nombra como alcaides a ambos;
Augusto de Burgos cita a dos Alonsos de apellido Córdoba;
la crónica de Álvaro de Luna menciona a dos personajes distintos, de nombres Martín y Alfonso Fernández, titulándose alcaides simultáneamente;
Gonzalo Argote de Molina, que en sus obras menciona como tal a Alonso Fernández de Córdoba, afirma en su epitafio ser descendiente de un alcaide llamado Hernán Martínez de Argote;
Mariano Madramany reduce su número a nueve, cuando en sus tiempos eran ya por lo menos trece los que habían ostentado esta dignidad.
La siguiente es una lista aproximada de los alcaides de los donceles; los ordinales son sólo orientativos:
| 1. Alfonso Fernández (o Fernando Alonso) de Córdoba (m. 1343). Casado con María Ruiz de Biedma. 2. Diego Fernández de Córdoba, señor de Chillón (m. 1372). Hijo o medio hermano del anterior. Casado con Inés Martínez de Aponte (o Castro, o Leyva). |  | 1. Fernando Alfonso (o Hernán Alfon) de Argote, señor de Cabriñana. Casado con Isabel Ruiz de Cárdenas. 2. Juan Martínez de Argote, señor de Lucena (m. 1375). Hijo del anterior. Casado con María García de Godoy. |
| |  | |

3. Martín Fernández de Córdoba (m. 1385). Hijo de Diego Fernández de Córdoba. Casado con su prima o sobrina María Alfonso de Argote y Godoy, hija de Juan Martínez de Argote.
4. Diego Fernández de Córdoba (m. 1443). Hijo del anterior y de su primera mujer. Casado con Catalina de Sotomayor y Figueroa. Llobet lo hace hijo de Alfonso Fernández de Córdoba.
5. Martín Fernández de Córdoba (m. 1462). Hijo del anterior. Casado con Leonor de Arellano y Fernández de Córdoba.
6. Diego Fernández de Córdoba, I marqués de Comares (m. 1518). Casado con Juana Pacheco.
7. Luis Fernández de Córdoba, II marqués de Comares (m. 1564). Hijo del anterior. Casó con Francisca de Zúñiga y la Cerda.
8. Diego Fernández de Córdoba, III marqués de Comares (m. 1608). llamado el Africano. Hijo del anterior. Casado con Juana de Aragón, duquesa de Segorbe y de Cardona; después de la boda se hizo llamar Diego Ramón Folch de Cardona.
9. Enrique de Aragón y Cardona, V duque de Segorbe (m. 1640). Nieto del anterior, por haber muerto su padre antes que su abuelo. Casado con Catalina Fernández de Córdoba.
10. Luis Ramón Folch de Aragón (m. 1670). Hijo del anterior. Casó en primeras nupcias con Mariana de Sandoval y Rojas y en segundas con María Teresa de Benavides.
11. Joaquín Folch de Aragón (m. 1670). Hijo del anterior y de su segunda mujer. Murió en la infancia sin sucesión.
12. Catalina Antonia de Aragón Folch de Cardona (m. 1697). Medio hermana del anterior, hija de Luis Ramón y de su primera mujer. Casó con el duque de Medinaceli Juan Francisco de la Cerda.
13. Luis Francisco de la Cerda (m. 1711). Hijo de la anterior.